# Cachkadzor
Cachkadzor (arménsky Ծաղկաձոր, anglickým přepisem Tsaghkadzor či Tsakhkadzor) je horské městečko a velké lyžařské středisko v Arménii, v provincii Kotajk. Nachází se v centrální části země 57 kilometrů severně od Jerevanu v nadmořské výšce 1841 metrů. V roce 2011 zde žilo 1256 obyvatel, v současnosti to bude ještě méně – počet obyvatel klesá setrvale od roku 1989, kdy zde žilo 3550 lidí.

## Historie
První zmínka pochází ze 3. století, kdy zde byla založena malá osada. V roce 1033 zde byl založen klášter Kečaris. Název Cachkadzor pochází až z roku 1947, status města byl přidělen v roce 1984. Během sovětské éry byl z Cachkadrzoru vybudován rozsáhlý lázeňský a rekreační areál. Po roce 2000 funguje především jako lyžařské středisko.

## Geografie
Cachkadzor se nachází 50 kilometrů severně od hlavního města Jerevanu a 3 kilometry na západ od Hrazdanu, centra provincie. Město se nachází na jihovýchodním úbočí hory Teghenis, je obklopeno alpínskými loukami.

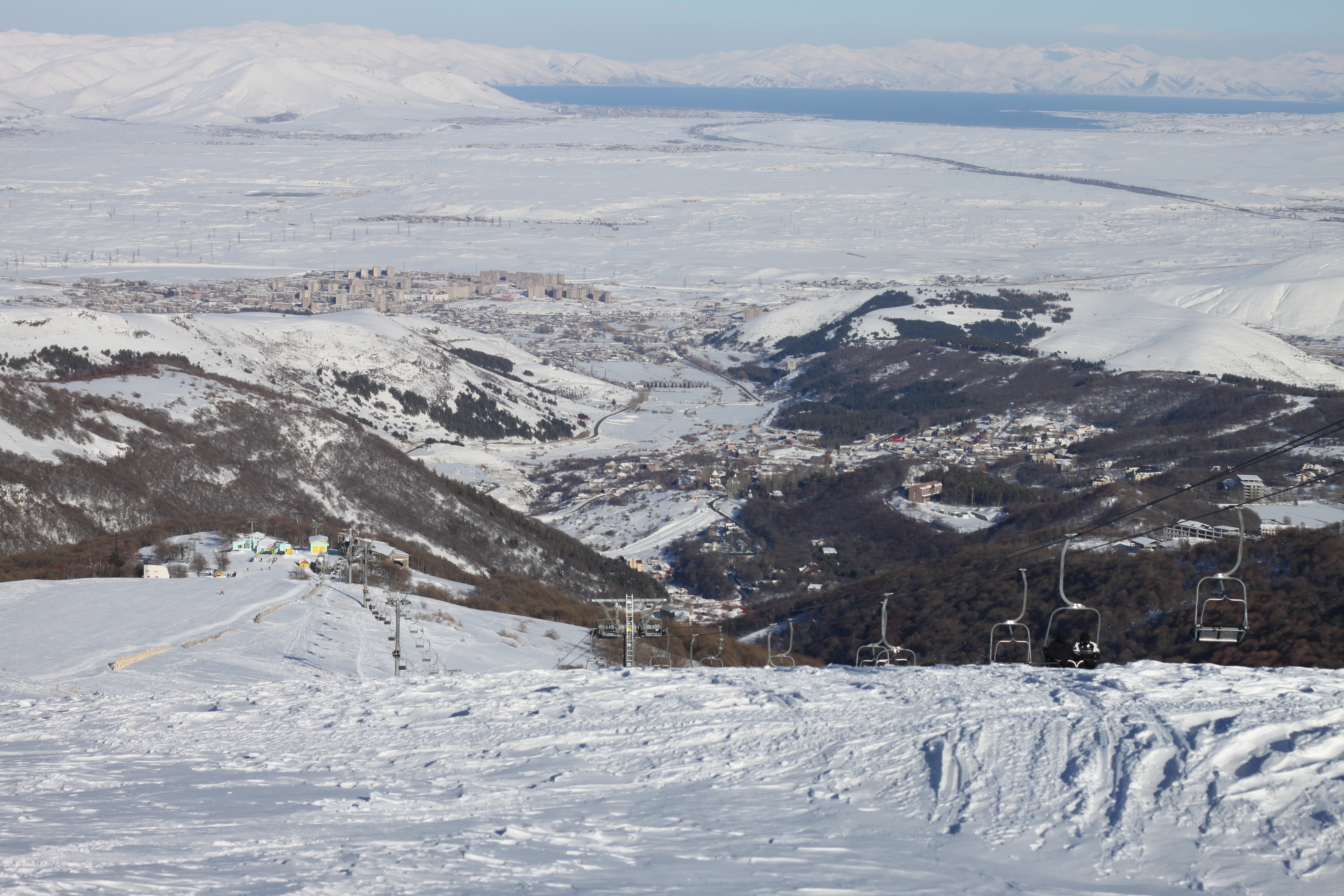
Pohled na Cachkadzor (uprostřed) z jedné ze sjezdovek nad městem. V pozadí jezero Sevan

## Turismus
Přímo nad městem se nachází Lyžařský areál Cachkadzor z roku 1986 (renovován v první dekádě 21. století), jedná se o jedno z hlavních sportovních a lyžařských center v Arménii. V sovětské éře se zde od 60. let připravovali atleti z Východního bloku na olympijské hry.
Ve městě se nachází velké množství hotelů, jsou zde také kasína.